# Abbaye Saint-Léonard de Guînes
Pour des articles plus généraux, voir Abbaye et Christianisation et urbanisation du Nord-Pas-de-Calais.
L'abbaye Saint-Léonard était une abbaye de bénédictines établie à Guînes, dans le département du Pas-de-Calais.

## Histoire
L'abbaye de Saint-Léonard de Guînes a été fondée en 1117 en l'honneur de la Sainte-Trinité et de saint Léonard par Manassès, comte de Guînes et son épouse Emma (vers 1080- après 1140), fille de Guillaume d'Arques. L'abbaye se situe dans le faubourg de Guînes.
Les premières religieuses seraient venues de l'abbaye des Dames d'Étrun. Selon le cartulaire de l'abbaye de Saint-Bertin de Saint-Omer, Manassès et Emma de Tancarville donnent la direction du monastère de Saint-Léonard à l'abbaye de Saint-Bertin en 1129, à charge pour l'abbaye de l'administrer d'après les règles des religieuses de Marcigny (Prieuré de la Sainte-Trinité de Marcigny-lès-Nonnains, bénédictines). En 1150, Léon abbé de Saint-Bertin de concert avec ses religieux exempte de toutes redevances les biens ds religieuses de Guînes se trouvant dans leurs domaines.
En 1120, Manassès et sa femme Emma donnent plusieurs églises et plusieurs dîmes au monastère. Ils vont encourager leurs vassaux à doter l'abbaye comme leurs prédécesseurs ont fait pour l'abbaye Saint-Médard d'Andres et ils donnent encore au monastère plusieurs chapelles et des dîmes (sur les fromages, pommes, laine, troupeaux) sur des biens qu'ils possèdent en Angleterre, dans le diocèse de Cantorbury, ainsi que d'autres redevances. Guillaume de Corbeil, archevêque de Cantorbury, et Henry son archidiacre. consentent peu après à ce don. En 1124, la comtesse de Guînes, se porte caution pour les religieuses de l'abbaye qui devaient sept marcs d'argent aux chanoines de Thérouanne pour la possession de leur autel de Guînes. En 1136, Manassès vend à l'abbaye la terre, le marais et l'aulnaie voisines du moulin du comte
Après le décès de son mari Manassès en 1137, Emma se retire dans l'abbaye, y finit ses jours et y est enterrée.
Baudouin II de Guînes, comte de Guînes, leur donne des livres qu'il a fait écrire afin qu'elles puissent favoriser le culte de Dieu
En 1170, Guillaume de Guînes, vassal du comte Baudouin II (peut-être s'agit-il de son fils, mais il doit être encore jeune à cette date), donne avec le consentement de celui-ci, à l'abbaye les dîmes des trois paroisses situées dans la ville de Guînes.
En 1182, le pape Lucius III décide la réunion de l'abbaye de Saint-Léonard et de ses biens à l'abbaye Notre-Dame de Bourbourg.
En 1194, le prieur de l'abbaye réclame devant la cour du roi d'Angleterre, la possession d'un moulin dans ce pays.

## Liste des abbesses
- La première abbesse fut une dame lorraine appelée Sybille de la parenté d'Adèle dite Chrétienne, épouse de Baudouin Ier de Guînes et mère du créateur de l'abbaye Manassès.
- Mahaut de Campagnes, élue après Sibylle[15].
- Adèle de Mardyck, succède à Mahaut de Campagnes[15].
- Eufémie de Guînes, fille d'Arnould Ier de Guînes, religieuse puis abbesse, succède à Adèle de Mardyck[15].
- Luthgarde de Guînes, sœur d'Eufémie[15].
- En 1210, Ludiarde, (est peut-être la même que Luthgarde ci-dessus), abbesse (elle atteste que Guillaume, fils d'Olivier de Guînes, excommunié pour avoir enlevé une dîme à son abbaye, a finalement reçu une sépulture chrétienne grâce à l'abbaye de Saint-Bertin de Saint-Omer)[16].